# チューダー・ブリトナウ
チューダー・ブリトナウ（Tudor Butnariu、1995年3月12日 - ）は、リーガ・ナツィオナーラ・デ・ラグビー、SCMラグビー・ティミショアラに所属するラグビーユニオン選手。

## プロフィール
- ルーマニアヤシ県出身[1]。
- ポジションはフッカー(HO)。
- 身長 180cm、体重 100kg
- U20ルーマニア代表に選ばれたことがある[2]。
- ルーマニア代表キャップは19（2025年7月現在）。

## 略歴
CSポリテニカヤシ、ステアウア・ブクレシュティ、ルーマニアン・ウルブズを経て、2024年、SCMラグビー・ティミショアラに加入。